# ترس مک‌نیل
تِرِس مک‌نیل (انگلیسی: Tress MacNeille؛ زادهٔ ۲۰ ژوئن ۱۹۵۱) یک صدا پیشه و هنرپیشه اهل ایالات متحده آمریکا است. وی از سال ۱۹۷۹ میلادی تاکنون مشغول فعالیت بوده‌است.

## گزیده فیلمشناسی
از فیلم‌ها یا برنامه‌های تلویزیونی که وی در آن نقش داشته‌است می‌توان به آثار زیر اشاره کرد.
- افسون‌زدایی (مجموعه تلویزیونی) (۲۰۱۸)
- چطور ماری کریسمس را نجات داد (۲۰۱۴)
- برادر خرس ۲ (۲۰۰۶)
- زمین قبل از زمان ۵: جزیره اسرارآمیز (۱۹۹۷)
- زمین قبل از زمان ۲: ماجراهای دره بزرگ (۱۹۹۴)
- گوردی (۱۹۹۵)
- ون هلسینگ: ماموریت لندن (۲۰۰۴)
- پوم پوکو (۱۹۹۴)
- زمین قبل از زمان ۴: سفر از طریق مه (۱۹۹۶)
- میکی، دونالد، گوفی: سه تفنگدار (۲۰۰۴)
- لاپوتا قلعه‌ای در آسمان (۱۹۸۶)
- سیمپسون‌ها (۲۰۰۷)
- دشت بزرگ بندر (۲۰۰۷)
- زمین قبل از زمان ۳: زمان دادن بزرگ (۱۹۹۵)
- بانو و ولگرد ۲: ماجراجویی اسکمپ (۲۰۰۱)
- پینکی و برین (۱۹۹۵–۱۹۹۸)
- سیندرلا ۳: پیچ و تاب در زمان (۲۰۰۷)
- ناوسیکا از دره باد (۱۹۸۴)
- سیندرلا ۲: رویاها به حقیقت می‌پیوندند (۲۰۰۲)
- همسایه من توتورو (۱۹۸۸)
- سرویس تحویل کیکی (۱۹۸۹)
- شوالیه تاریکی بازمی‌گردد (۲۰۱۲)
- یاکو و واکو
- جرج جنگل ۲
- به سوی خانه ۲ (۱۹۹۶)
- ماسک (پویانمایی) (۱۹۹۷–۱۹۹۵)
- راگرتز (۲۰۰۴–۱۹۹۱)